# Al Haymon
Al Haymon (Cleveland, Ohio) es un promotor-mánager estadounidense de boxeo particularmente conocido por su estrecha relación con el boxeador Floyd Mayweather Jr. En la actualidad es el encargado de representar a más de 50 boxeadores profesionales.

## Primeros años
Al Haymon estudió economía en Harvard, allí obtuvo una maestría en administración de empresas, algo en lo que destacaría a escalas inimaginables. Sus negocios iniciaron en la industria de la música, en la que empezó a inmiscuirse con la promoción de artistas. Con el paso de los años, su influencia sobre los conciertos y giras en vivo fue tal que llegó a fundar 14 compañías distintas para controlar su red. MC Hammer, Whitney Houston, Janet Jackson y la reconocida Beyoncé fueron clientes de Haymon. Su poder se extendió tanto que en 1992 ya manejaba alrededor de 500 espectáculos y recaudaba cerca de 60.000.000 de dólares. 
En 1987 se mezcló en el cine, donde promovió a Eddie Murphy en su segunda película, que produjo una taquilla de $ 50.504.655. Así, fue tejiendo sus contactos con las principales cadenas televisivas, las cuales luego le permitirían abrirse camino en el boxeo.

## Incursión en el mundo del boxeo
Haymon ingresó al pugilismo de manera silenciosa y cautelosa. El primer boxeador con el que trabajó fue Vernon Forrest.  En la siguiente década, Haymon ganó una considerable influencia, principalmente debido a su relación con Floyd Mayweather Jr., quien consigo fue campeón wélter y superwelter del Consejo Mundial de Boxeo. También fue quien ayudó a Floyd Mayweather Jr a maniobrar su salida de Top Rank, algo que le costó alrededor de $750.000 a Pretty Boy y muchas críticas a su nuevo socio. "No puede actuar como promotor y no estar sujeto a reglamentos. Él simplemente dice que beneficia a los boxeadores". Después de esto innumerables estrellas empezaron a ponerle tinta a sus vínculos con Haymon, quien hoy cuenta con un arsenal de destacadísimos boxeadores: Mayweather, Adrien Broner, Andre Berto, Devon Alexander, Danny García, Peter Quillin, Austin Trout, Jermain Taylor, Erislandy Lara, Josesito López, Keith Thurman, Chris Arreola y Deontay Wilder.

## Acuerdos con las principales cadenas de Televisión
Con tantos nombres fuertes de su lado, Haymon amplió sus redes más allá de HBO. A finales del 2012 ayudó a Floyd Mayweather a firmar con SHOWTIME un contrato de $200.000.000 por seis peleas, cadena en la cual pelearían los representados por Haymon.
A principios de 2015, Haymon firma una serie de 20 eventos con la cadena NBC denominada "Premier Boxing Champions", donde se incluirán a las principales figuras de Haymon en 2015, distribuidos de la siguiente manera:
1. 5 veladas en NBC el sábado en horario prime time.
2. 6 veladas en NBC el sábado en horario de la tarde.
3. 9 veladas en NBCSN el sábado en horario prime time.

Los boxeadores que sean programados en las carteleras de Premier Boxing Champions, que tendrá a Al Michaels y Sugar Ray Leonard como parte del equipo de transmisión, podrán ser sometidos a controles de antidopaje olímpico en forma aleatoria a través de la Agencia de Antidopaje de los Estados Unidos (USADA).
La serie inició el 7 de marzo desde el MGM Grand Garden Arena de las Vegas, Nevada, con el pleito entre el campeón Keith Thurman contra Robert Guerrero, y como pelea coestelar Adrien Broner contra Jhon Molina Jr.